# Regierung Harley

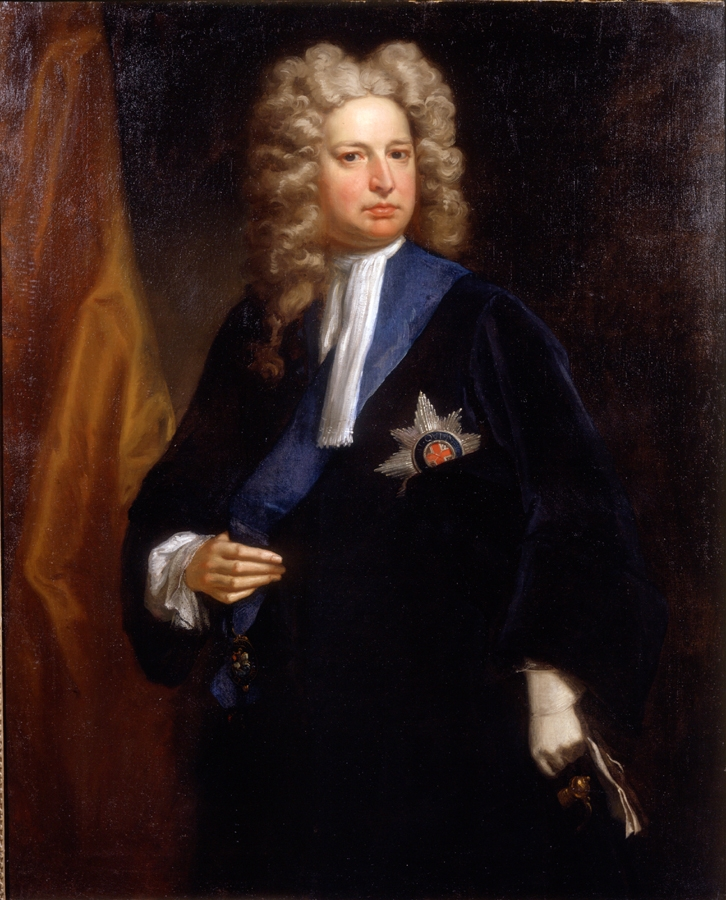
Robert Harley war zwischen 1710 und 1714 Führer der nach ihm benannten Regierung.

Die Regierung Harley war die Regierung im Königreich Großbritannien vom 11. August 1710 bis zum 13. Oktober 1714.
Zu dieser Zeit gab es noch nicht das Amt des Premierministers, welches erst 1721 eingeführt wurde. Führer und Namensgeber der Regierung war daher der Schatzkanzler (Chancellor of the Exchequer) und spätere Lordoberschatzmeister (Lord High Treasurer) Robert Harley von den konservativen Tories. Dem Kabinett gehörten bis auf den Whig-Politiker Robert Walpole, dem Schatzmeister der Marine, ausschließlich Mitglieder der Tories an. Seine Regierung löste die Regierung Godolphin–Marlborough ab und wurde am 13. Oktober 1714 von der Regierung Townshend abgelöst.
Das wichtigste Ereignis dieser Regierung war der Friede von Utrecht vom 11. April 1713, der zum Ende des Spanischen Erbfolgekrieges führte und den Grundstein für die imperiale und kommerzielle Expansion Großbritanniens legte.

## Regierungsjahre 1710 bis 1714

### Unterhauswahlen
Während der Amtszeit der Regierung Harley fanden zwei Unterhauswahlen statt. Bei den Wahlen vom 2. Oktober bis 16. November 1710 gewannen die konservativen Tories unter Robert Harley 346 der 558 Sitze im Unterhaus (House of Commons), während auf die von einem Kollegium (Junto) angeführten liberalen Whigs 196 Mandate entfielen. Weitere 16 Sitze gingen an andere Kandidaten. Bei den darauf folgenden Wahlen vom 22. August bis zum 12. November 1713 konnten Harleys Tory ihren Vorsprung auf 369 der 558 Mandate im Unterhaus ausbauen. Die Whigs erhielten nur noch 161 Sitze und andere Kandidaten nunmehr 28 Mandate.

### Innenpolitik

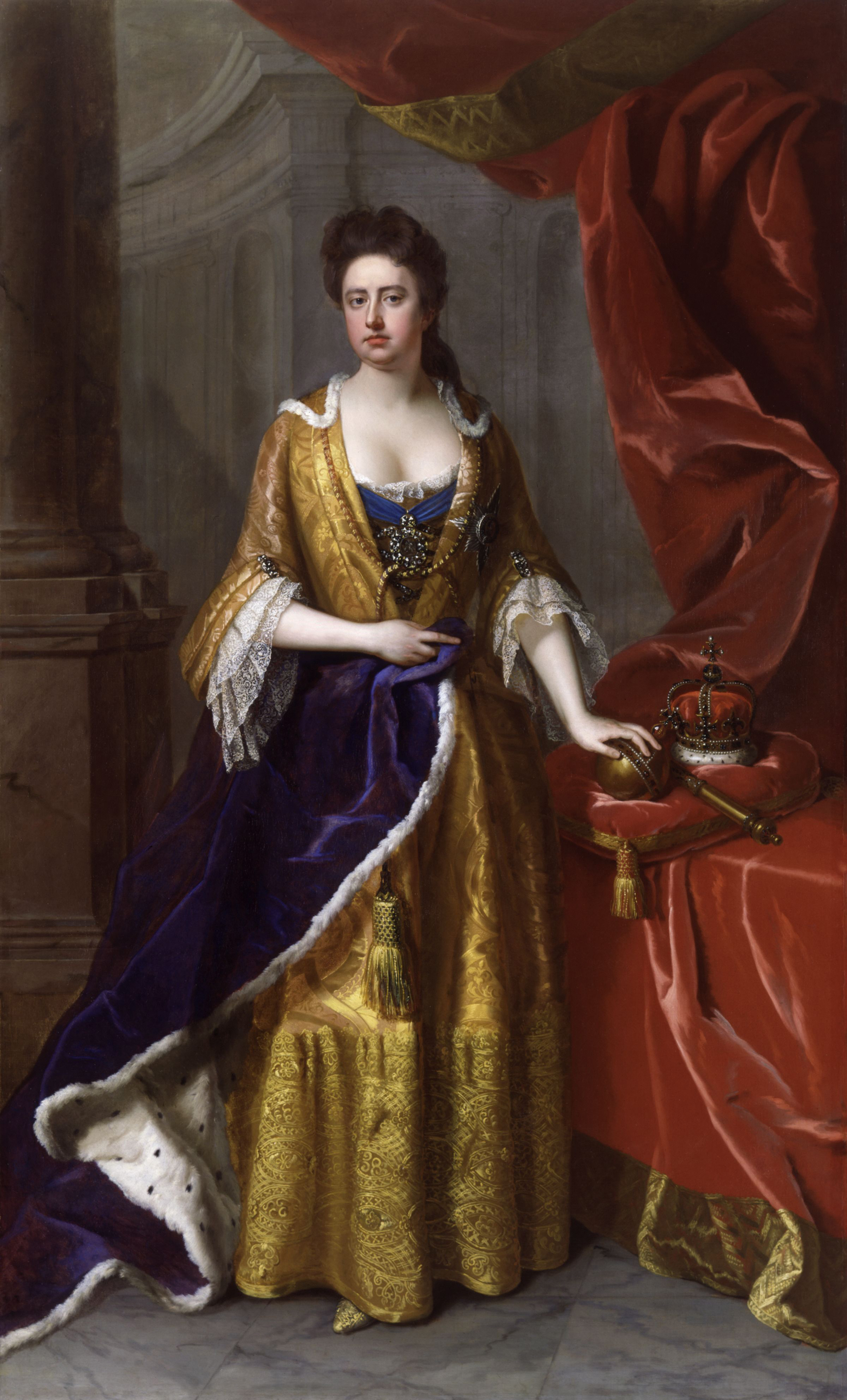
Königin Anne (Gemälde von Michael Dahl, 1705)

1710 errangen die Tories, denen diese allgemeine Wahlmüdigkeit zugutekam, und die auf eine schnelle Beendigung der kontinentalen Kriegsführung im Spanischen Erbfolgekrieg drängen, schließlich einen Wahlsieg. Am 25. November 1710 trat das vierte Parlament von Königin Anne zusammen, das mehrheitlich aus Mitgliedern der konservativen Tories bestand. Am 31. Dezember 1711 wurde John Churchill, 1. Duke of Marlborough als Oberkommandierender der British Army entlassen, nachdem er gegen die Friedensvorentscheidungen stimmte, die dem Parlament vorgelegt wurden. Sein Nachfolger wurde daraufhin James Butler, 2. Duke of Ormonde, zugleich Lord Lieutenant of Ireland. Am 17. Januar 1712 wurde Robert Walpole, der einzige Whig-Vertreter in der Regierung, wegen angeblicher Korruption festgenommen und im Tower of London inhaftiert.
Am 27. Juli 1714 entließ Königin Anne Robert Harley als Lord High Treasurer und damit als Führer der Regierung. Vier Tage später verstarb die Königin von Großbritannien und Irland am 1. August 1714. Die designierte Thronfolgerin Sophie von der Pfalz war bereits knapp zwei Monate zuvor am 8. Juni 1714 verstorben, woraufhin gemäß dem Act of Settlement von 1701 Georg I. zum König von Großbritannien und Irland gekrönt wurde und somit die protestantische Thronfolge fortsetzte. Diese schloss eine Thronbesteigung des alten katholischen Thronprätendenten (The Old Pretender) James Francis Edward Stuart, Sohn des abgesetzten Königs Jakob II. und Halbbruder von Königin Anne, aus. Georg I. wurde damit der erste König aus dem Haus Hannover.

### Außenpolitik, der Friede von Utrecht und das Ende des Spanischen Erbfolgekrieges
Im Zuge des Spanischen Erbfolgekrieges wurden am 30. November 1710 britische Truppen von französischen Truppen bei Brihuega in Spanien besiegt. Am 10. Dezember 1710 erlitten alliierte Truppen eine weitere Niederlage gegen die französische Armee in der Schlacht bei Villaviciosa. Ende 1710/Anfang 1711 kam es ferner zur Gründung der South Sea Company, die hauptsächlich Sklavenhandel mit Südamerika betrieb. Am 16. März 1713 begannen Verhandlungen, die am 11. April 1713 zum Frieden von Utrecht führten. Durch den Frieden stimmte Spanien der Abtretung von Gibraltar und Menorca an Großbritannien sowie dem handelspolitisch wichtigen Vertrag (Asiento de Negros) zu, der der Royal African Company (RAC) das Monopol des Sklavenhandels in den spanischen Kolonien in Amerika garantierte und eine begrenzte Öffnung des spanischen Überseemarktes brachte. Durch den Frieden von Utrecht erkannte Frankreich ferner die protestantische Erbfolge in Großbritannien an und trat Neufundland, Akadien, Hudson Bay und die karibische Insel St. Kitts an Großbritannien ab. Großbritannien wiederum erkannte den aus dem Haus Bourbon stammenden Philipp V. als König von Spanien an. Insgesamt brachte der Vertrag eine Einschränkung für die französische Macht in Europa und legte den Grundstein für die imperiale und kommerzielle Expansion Großbritanniens.

## Mitglieder des Kabinetts
| Amt                                                                       | Amtsinhaber                                                                                               | Beginn der Amtszeit                              | Ende der Amtszeit                                |
| ------------------------------------------------------------------------- | --- | ------------------------------------------------ | ------------------------------------------------ |
| Lord High Treasurer (Lordoberschatzmeister)                               | John Poulett, 1. Earl Poulett Robert Harley Charles Talbot, 1. Duke of Shrewsbury                         | 11. August 1710 30. Mai 1711 27. Juli 1714       | 30. Mai 1711 27. Juli 1714 13. Oktober 1714      |
| Chancellor of the Exchequer (Schatzkanzler)                               | Robert Harley Robert Benson Sir William Wyndham, 3. Baronet                                               | 11. August 1710 4. Juni 1711 21. August 1713     | 4. Juni 1711 21. August 1713 13. Oktober 1714    |
| Lord President of the Council (Präsident des Geheimen Kronrates)          | Laurence Hyde, 1. Earl of Rochester John Sheffield, 1. Duke of Buckingham and Normanby                    | 21. September 1710 13. Juni 1711                 | 2. Mai 1711 23. September 1714                   |
| Chancellor of the Duchy of Lancaster (Kanzler des Herzogtums Lancaster)   | William Berkeley, 4. Baron Berkeley of Stratton                                                           | 21. September 1710                               | 13. Oktober 1714                                 |
| Master General of the Ordnance (Generalfeldzeugmeister)                   | John Churchill, 1. Duke of Marlborough Richard Savage, 4. Earl Rivers James Hamilton, 4. Duke of Hamilton | 11. August 1710 1712 18. August 1712             | 1712 18. August 1712 15. November 1712           |
| Secretary of State in Southern Department (Staatssekretär für den Süden)  | William Legge, 1. Earl of Dartmouth Henry St. John, 1. Viscount Bolingbroke                               | 11. August 1710 13. August 1713                  | 6. August 1713 31. August 1714                   |
| Secretary of State in Northern Department (Staatssekretär für den Norden) | Henry St. John, 1. Viscount Bolingbroke William Bromley                                                   | 21. September 1710 17. August 1713               | 17. August 1713 17. September 1714               |
| Lord Privy Seal (Lordsiegelbewahrer)                                      | John Holles, 1. Duke of Newcastle John Robinson William Legge, 1. Earl of Dartmouth                       | 11. August 1710 1711 1713                        | 15. Juli 1711 1713 13. Oktober 1714              |
| First Lord of the Board of Trade (Erster Lord des Handelsamtes)           | Thomas Grey, 2. Earl of Stamford Charles Finch, 4. Earl of Winchilsea Francis North, 2. Baron Guilford    | 11. August 1710 12. Juni 1711 15. September 1713 | 12. Juni 1711 16. August 1712 17. September 1714 |
| First Lord of the Admiralty (Erster Lord der Admiralität)                 | Sir John Leake Thomas Wentworth, 1. Earl of Strafford                                                     | 11. August 1710 1712                             | 1712 13. Oktober 1714                            |
| Secretary of War (Staatssekretär für Krieg)                               | George Granville Sir William Wyndham, 3. Baronet Francis Gwyn                                             | 11. August 1710 1712 21. August 1713             | 1712 21. August 1713 13. Oktober 1714            |
| Treasurer of the Navy (Schatzmeister der Marine)                          | Robert Walpole Charles Caesar                                                                             | 11. August 1710 1711                             | 2. Januar 1711 13. Oktober 1714                  |
| Paymaster of the Forces Abroad (Zahlmeister der Auslandstruppen)          | James Brydges Thomas Moore                                                                                | 11. August 1710 4. September 1713                | 4. September 1713 3. Oktober 1714                |
| Lord Lieutenant of Ireland (Vertreter der britischen Krone in Irland)     | James Butler, 2. Duke of Ormonde Charles Talbot, 1. Duke of Shrewsbury                                    | 26. Oktober 1710 22. September 1713              | 22. September 1713 21. September 1714            |
| Secretary of State for Scotland (Staatssekretär für Schottland)           | James Douglas, 2. Duke of Queensberry John Erskine, 22. Earl of Mar                                       | 11. August 1710 30. September 1713               | 6. Juli 1711 24. September 1714                  |

## Hintergrundliteratur
- England im 18. Jahrhundert, in: Weltgeschichte in Bildern. Die innere Entwicklung der europäischen Staaten im 18. Jahrhundert, Gondrom Verlag, Bayreuth 1981, ISBN 3-8112-0242-1
- Chris Cook, John Stevenson: British Historical Facts 1688–1760, Macmillan 1988, S. 33–35
- Heinrich Pleticha (Herausgeber): Weltgeschichte. Aufklärung und Revolution. Europa im 17. und 18. Jahrhundert, Bertelsmann Lexikon Verlag, Gütersloh 1996, ISBN 3-577-15008-4
- Ulrike Müller-Kaspar (Herausgeberin): Die Jahrtausendbibliothek. Das Achtzehnte Jahrhundert, Tosa Verlag, Wien 1999
- Chambers Dictionary of World History, Chambers Harrap 2002, ISBN 0-550-13000-4
- Hywell Williams (Herausgeber): The Early Modern World 1450–1799, in: Cassell’s Chronology of World History. Dates, Events and Ideas that Made History, Weidenfeld & Nicolson, London 2005, ISBN 0-304-35730-8
- Der Große Ploetz. Die Enzyklopädie der Weltgeschichte, Verlag Vandenhoeck & Ruprecht, 35. Auflage, 2008, ISBN 978-3-525-32008-2